# 불상

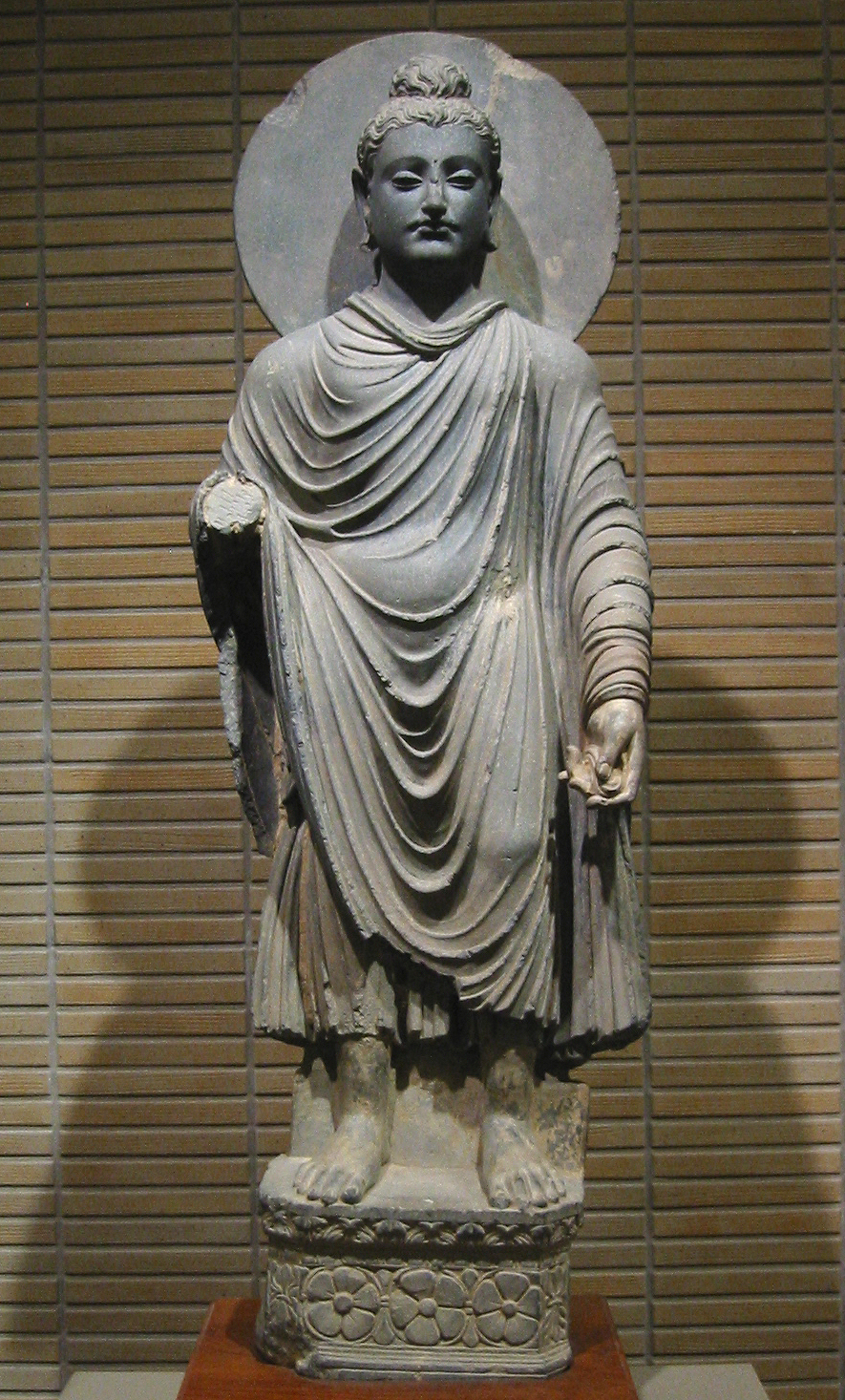
간다라 석불입상(Standing Buddha of Gandhara: 1세기 - 2세기): 고타마 붓다를 표현한 최초의 불상들 중 하나이다.

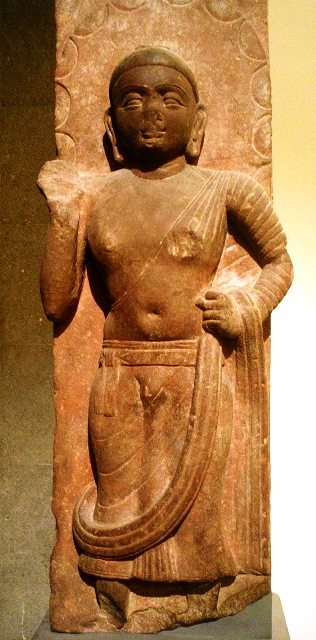
마투라 불상: 고타마 붓다의
보살상 (2세기)

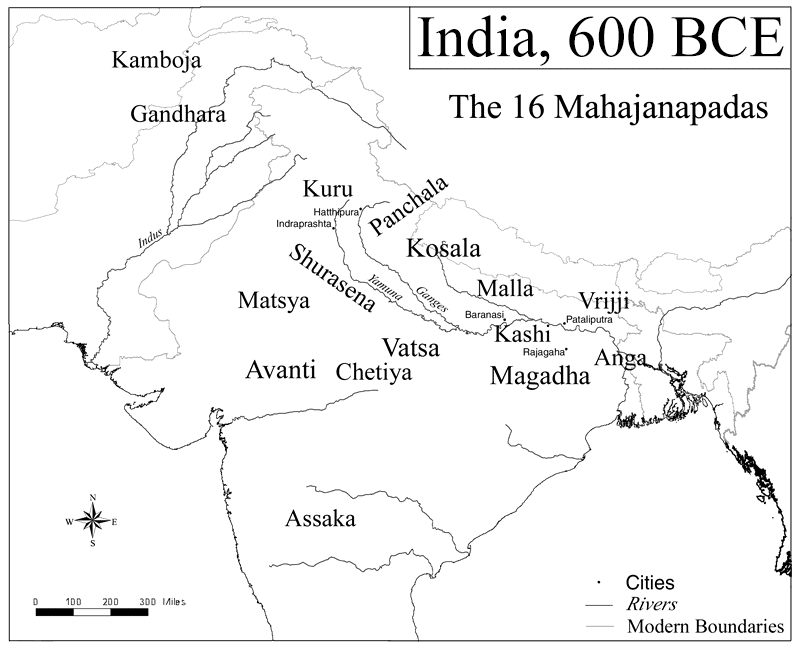
기원전 600년경의 인도: 간다라(Gandhara)는 현재의 파키스탄 북부와 아프가니스탄 동부에 자리하였다

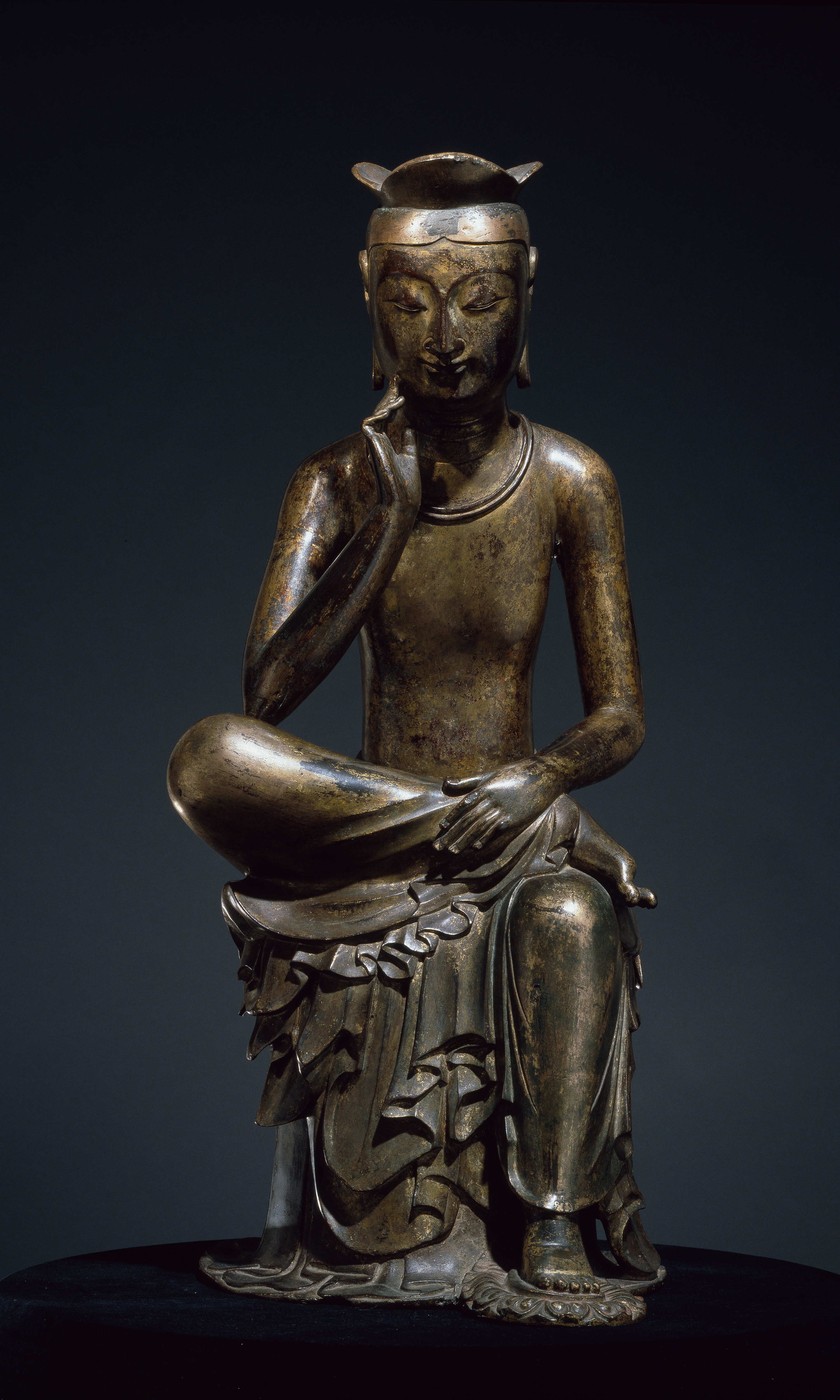
대한민국 국보 제 83호 금동미륵보살반가사유상(6세기 - 7세기).

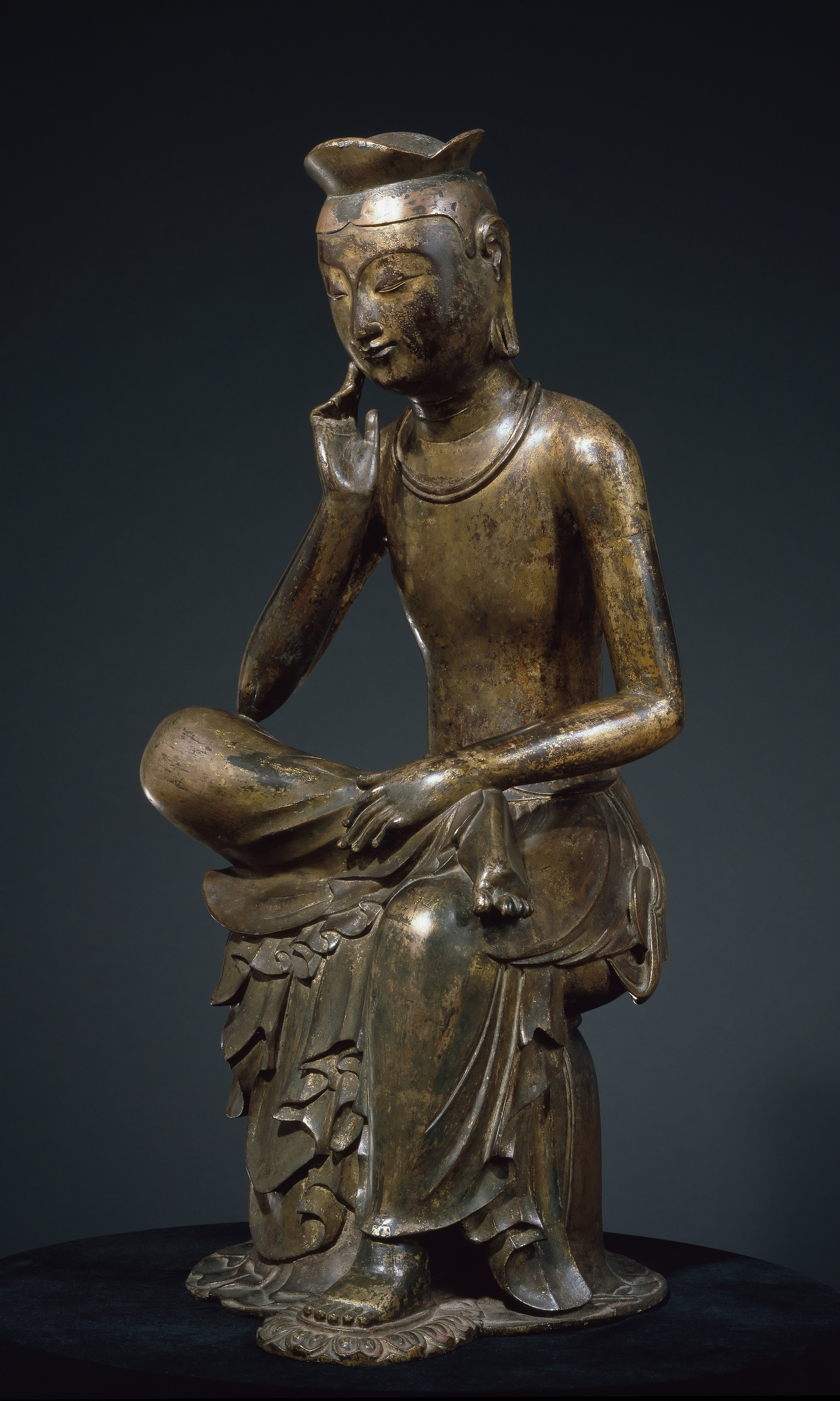
대한민국 국보 제 83호 금동미륵보살반가사유상(6세기 - 7세기).

불상(佛像, 산스크리트어: बुद्धरूप Buddharūpa 붓다루파)은 부처와 보살의 형상(形象 · 形像)을 가리킨다. 산스크리트어 낱말 붓다루파(Buddharūpa)는 깨달은 자를 뜻하는 붓다(Buddha · 부처)와 형상을 뜻하는 루파(Rūpa)의 합성어로 문자 그대로의 뜻은 "깨달은 자의 형상" 또는 "부처의 형상"이다. 원래는 부처의 형상, 즉 부처상만을 뜻하나 지금은 불상이라고 하면 보살의 형상도 포함한다. 한편, 보살의 형상은 보살상(菩薩像)이라고 하여 부처상과 구분하여 사용하는 경우도 흔하다.
불상은 사용된 재질에 따라 석불상(石佛像) · 목불상(木佛像) · 주상(鑄像) · 화상(畵像) · 토상(土像)으로 나뉜다. 취하고 있는 자세에 따라 입상(立像) · 반가상(半跏像) · 좌상(坐像) · 와상(臥像)으로 나뉜다.

## 기원

### 인도의 불상
불교는 고타마 붓다의 사후에 주로 모든 도시의 왕후(王侯)와 상공업자의 귀의(歸依)를 받아서 중부 인도를 중심으로 한 동부 인도에 전파되고 있었으나, 아소카왕(재위 기원전 268~232)의 절대적인 원조와 보호를 받음으로써 전 인도에 보급되었다.고타마 붓다는 당시의 인도인 일반이 바라는 이상적 위인(偉人)으로서 갖추어야 할 특징을 모두 갖추었고, 특히 그가 불가사의(不可思議)한 힘을 구비하고 있다고 일반인들은 믿었다. 이에 따라 현실의 역사적 존재가 신격화(神格化)되었다.
당시에 불교의 번성과 함께 고타마 붓다나 혹은 그의 제자들, 그리고 다른 불교 성자(聖者) 등의 유골(遺骨)과 유품(遺品)에 대한 숭배가 성행하게 되어 그것들을 매장하고 있는 장소에는 장대한 탑(塔: 스투파)이 건립되었다. 그러나 불상숭배(佛像崇拜)는 아직 일어나지 않아 당시의 많은 조각을 보아도 고타마 붓다의 상은 아직 조각되지 않았다.
그 후 기원후 1~2세기의 불교계에 있어서는 전통적 보수적 불교가 압도적으로 우세한 사회적 세력을 유지하고 있었으나, 일반민중과 더불어 그 지도자였던 설교사(說敎師)의 사이에서는 새로운 종교운동인 대승불교가 일어나고 있었다.
대승불교에서는 남을 이롭게 하는 이타행(利他行)을 강조하였으며 자비정신(慈悲精神)에 입각하여 생명을 가진 생물 모든 것을 고(苦)에서 구출할 것을 희망하였다. 그리고 이와 같은 이타행(利他行)을 실천하는 사람을 보살(菩薩)이라고 하였다. 출가한 비구이거나 재가(在家)의 국왕 · 상인 · 직인(職人)이거나 중생제도(衆生濟度)의 서원(誓願 · 悲願)을 세워서 그것을 실천하는 사람이면 누구나 보살이 되었다.
그러나 이와 같은 자비에 근본하는 보살행(菩薩行)은 이상으로서는 어느 사람이라도 행하지 않으면 안 되는 것이지만 일반 범부에게는 좀처럼 실천하기 어려운 일이었다. 그래서 제불(諸佛) · 제보살(諸菩薩)에 귀의하여 그 힘에 의하여 구제하고 서원을 실행할 것을 말하게 되었다. 제불중에서도 특히 아촉불 · 아미타불(阿彌陀佛) · 미륵불(彌勒佛) · 약사여래(藥師如來) 등이 열렬한 신앙을 받았다. 또한 보살도 초인화(超人化)되어서 그 구제력이 강조되었다. 관세음보살(觀世音菩薩) · 문수보살(文殊菩薩) · 보현보살(普賢菩薩) 등이 많은 신자들의 염불 대상이었다.
이와 같이 제불(諸佛) · 제보살(諸菩薩)에 대한 신앙이 고조됨에 따라 그들의 신체(身體)를 구체적인 형태로 표현하여 그것을 숭배하고 싶은 열망이 일어나 마침내 많은 불상(佛像)과 보살상(菩薩像)이 제작되었다.
중부 인도의 마투라(Mathura)와 서북 인도의 간다라 지방(Gandhara)이 불상 제작의 중심지였다. 전자는 아소카왕(재위 기원전 268~232) 이래의 인도 미술 고유의 전통을 좇았으나 후자는 그리스 미술의 영향을 많이 받았다.

### 한국의 불상

#### 삼국 시대의 불상
한국에 불교가 전래된 상한(上限)은 대체로 4세기 후반의 삼국 시대로 잡는다. 삼국 중에 최초로 불상을 전해 받은 나라는 고구려이며, 고구려의 소수림왕(小獸林王) 3년(372년)에 전진 왕 부견(符堅)이 중 순도(順道)로 하여금 불상을 전달하게 했다. 백제는 이보다 12년 늦게 침류왕(枕流王) 원년(384년)에 동진(東晋)으로부터 호승(胡僧) 마라난타(摩羅難陀)에 의해 불법을 받고 불상을 만들기 시작했으며, 신라는 이들 양국보다 약 1세기 반이나 늦은 법흥왕(法興王) 15년(528년)에 이르러 주로 양나라(梁)를 통하여 불교의 공인(公認)을 이루었으나, 그보다 약 1세기 앞선 눌지왕(訥祗王) 때부터 그 영토의 북방에서 이미 고구려를 통해 산발적으로 들어와 민간에 보급되었던 흔적이 보인다.
고구려는 지리적인 조건 때문에 제일 먼저 불교를 받아들여 불상을 제작했는데 오늘날 알려진 가장 오랜 것은 6세기경의 불상이다. 따라서 고구려의 본격적인 조상활동(造像活動)은 장수왕(長壽王) 15년(427년)의 평양 천도(平壤遷都) 이후에 이루어진 것으로 보이는데, 이 같은 불상 전래 이후의 오랜 공백기는 중국의 경우도 그렇지만 고구려의 다난했던 국정(國情) 때문인 것으로 생각된다. 현존하는 불상의 수가 삼국 가운데서 제일 적기는 하나, 고구려의 불상으로 보이는 3 · 4점의 금동불이나 사지(寺地)에서 발굴된 이불(泥佛: 진흙으로 만든 불상)을 통하여 어느 정도 성격을 파악할 수 있다.

#### 고려의 불상
고려의 불교는 신라와는 달리 도교적(道敎的)인 요소가 섞여서 참위지리(讖緯地理)의 풍수설(風水說)이 가미되어 크게 인심을 지배하였다. 예배 대상으로서의 불상에 관심을 두기보다는 오히려 그것을 경시하는 선종(禪宗) 불교의 유행과 사경(寫經)이 성행하여 승려들은 좌선(座禪)과 염불에 몰두하고 대장경(大藏經)을 간행한다든지 대법회(大法會)를 여는 일이 잦았다. 이 때문에 불상의 수요(需要)가 줄어들게 되고 그에 따라 조형(造形)정신의 해이를 초래하게 된다. 즉 원숙한 인체의 사실과 고조된 불교 이상이 조화되어 숭고한 신격미(神格美)를 이루었던 신라 조각의 경우와는 달리 그 정신을 저버린 채 사실 기법만을 추종하고 종래에는 그 사실 능력마저 단순한 되풀이 속에서 불상은 인형적(人形的)인 속된 것으로 되어 버린다. 전반적으로 조각 기술이 떨어지는 동시에 특히 대형 조각에서 퇴화의 모습이 현저하다. 재료상으로 보면 초기에는 신라 말의 경향을 계승하여 철불(鐵佛)이 많이 만들어지고 대형의 석불·마애불(磨崖佛)들이 제작되었으며, 따로 전기(全期)를 통해서 소불(塑佛)·목불·소형의 동불들도 만들어졌다. 재료가 귀한 탓인지 동불의 제작이 신라에 비해 현저히 줄어들고 극히 소수이기는 하나 협저칠불(夾紵漆佛)이 만들어진 것도 하나의 특색이라 할 수 있다.
고려 불상의 양식적인 변천은 대개 3기로 나눌 수 있다. 제1기의 불상은 신라의 전통을 이으면서 동시에 새로운 자연주의가 중부지역에서 일어나고, 신라의 고토(故土)인 영남지방에서는 신라 이래로 잠재해 온 추상적인 경향이 신라 말의 기술퇴화와 합쳐 새로 경화(硬化)된 모습으로 나타난다든지 하여 이같이 상반된 유파(流派)의 병행, 또는 공존으로 특징지워진다. 종류는 신라와 마찬가지로 여래형(如來形), 보살형(菩薩形)이 가장 많고 재료는 금동·석조·소조 등이 포함된다. 특히 석조에 있어서 거상(巨像)의 조착(造鑿)을 볼 수 있는 점, 신라 말기의 연장으로 보이는 철불의 주조, 조각형태에서 입상보다 좌상이 많이 만들어진 점 등이 주목된다. 제2기는 송(宋) 조각의 영향이 보이는 시기로 당시의 송나라 사신 서긍(徐兢)의 《고려도경》이나 《고려사》의 기록에도 송의 불상양식이 고려의 조각에 깊이 관여했음이 나타나고 있다. 제3기는 몽고(蒙古＝元)가 침입한 13세기 초엽을 기점으로 전개되는데 자연주의가 후퇴하고 원의 영향 아래 소형 불상들이 새로운 활력을 가지고 유행하는 것이 눈에 띈다.

## 종류
불상은 사용된 재질에 따라 다음과 같이 나뉜다.
- 석불상(石佛像): 돌을 조각하여 만든 부처와 보살의 형상
- 마애불상(摩崖佛像): 바위를 새겨 만든 부처와 보살의 형상
- 목불상(木佛像): 나무를 조각하여 만든 부처와 보살의 형상
- 주상(鑄像): 금속을 부어 만든 부처와 보살의 형상
  - 금동불(金銅佛): 동을 부어 만든 후 금도금을 한 부처와 보살의 형상
  - 철불(鐵佛): 철을 부어 만든 부처와 보살의 형상
- 화상(畵像): 천이나 종이에 그린 부처와 보살의 형상
- 토상(土像): 흙으로 빚어 만든 부처와 보살의 형상
  - 이불(泥佛): 진흙으로 빚어 만든 부처와 보살의 형상

## 참고 문헌
- 이 문서에는 다음커뮤니케이션(현 카카오)에서 GFDL 또는 CC-SA 라이선스로 배포한 글로벌 세계대백과사전의 내용을 기초로 작성된 글이 포함되어 있습니다.